# Hexatheca
Hexatheca, biljni rod iz porodice gesnerijevki. Na pospisu je 4 vrste, sve su endemi sa Bornea

## Etimologija
Ime roda dolazi od grčkog έξι, hexi = šest, i ανδρος, andros = muškarac, koji se odnosi na prašnike. Prašnici dvaju donjih prašnika su bitekni, dok su prašnici gornjeg para monotekni, androecij u cjelini ima šest teka.

## Opis
Kopneni grmovi ili poludrvwenaste zeljaste biljke. Stabljika je uspravna, drvenasta, obično nerazgranata. Listovi u gustom ili razmaknutom čuperku na vrhu stabljike, nasuprotni ili u trostrukim pršljenovima, radijalno rašireni, peteljka duga, kratka ili slabo definirana, lamina kopljasta do široka eliptično ušiljena. Cime kratke ili duge cvjetne drške, s nekoliko cvjetova, brakteole usko duguljaste do linearne. Čašice slobodne gotovo do baze, linearne. Vjenčić bijel, sa žutim ustima. Corolla  (vjenčić) infundibuliformna, cijev kratka, gornja usna kraća, režnjevi zaobljeni. Prašnika 4, dvostrukih; niti umetnute u bazu vjenčića; prašnici dviju donjih prašnika bitekni, oni gornjeg para monotekni. Nektarija nema. Jajnik čunjast; stil kratki; Plod valjkast, nepravilno se lomi na dijelove. Broj kromosoma: 2n = 34.

## Staništa
Raste na pješčenjaku ili vapnenačkom kamenju, obično sa stabljikom koja se drži ± vodoravno i s lepezom zbijenih listova na vrhu; kod uspravno rastućih biljaka, međutim, listovi su razmaknuti.